# Camille Planche
Pour les articles homonymes, voir Planche.
Camille Planche, né le 5 mai 1892 à Bost et mort le 1er mai 1961 à Paris, est un homme politique français.

## Biographie
De sensibilité socialiste indépendante, il est élu en 1928 député de l’Allier sous les couleurs du petit Parti républicain-socialiste. Il rejoint par la suite la Section française de l'Internationale ouvrière (SFIO), dont il devient secrétaire fédéral pour le département de l’Allier. C’est sous cette étiquette qu’il est réélu en 1932 et 1936.
Ancien combattant très marqué par le souvenir de la guerre, il fonde en 1932 la Ligue des anciens combattants pacifistes et représente la France à la Société des Nations en 1936 et 1937. 
Il fit partie des amis de la LICA qui salue sa réélection en 1936. 
Au sein de la SFIO, il participe à la tendance pacifiste animée par le secrétaire général du parti Paul Faure. Et le 10 juillet 1940, il vote en faveur de la remise des pleins pouvoirs au Maréchal Pétain.
En novembre 1942, il participe à la Ligue de pensée française, organisation collaborationniste de gauche dont les membres estiment que la France doit collaborer avec l’Allemagne pour obtenir en retour le rétablissement des institutions laïques et républicaines ainsi qu’une bonne place dans l’Europe nouvelle.
Demeuré partisan de Paul Faure, Camille Planche est exclu de la SFIO en 1945. Il participe alors à la création du Parti socialiste démocratique et du Rassemblement des gauches républicaines, coalition centriste influente sous la Quatrième République. Il ne retrouve aucun mandat politique national.